# Dominique Gisin
Dominique Gisin (ur. 4 czerwca 1985 w Vispie) – była szwajcarska narciarka alpejska, mistrzyni olimpijska z 2014 w zjeździe. W marcu 2015 r. zakończyła karierę zawodniczą.

## Kariera
Mieszka w Engelbergu i przez całą karierę zawodową trenowała w miejscowym klubie narciarskim. Specjalizowała się w konkurencjach szybkościowych. Po raz pierwszy na arenie międzynarodowej pojawiła się 16 stycznia 2001 w Brigels, gdy w zawodach FIS Race nie ukończyła pierwszego przejazdu slalomu giganta. W 2005 r. startowała na mistrzostwach świata juniorów w Bardonecchii, gdzie jej najlepszym wynikiem było czwarte miejsce w zjeździe. W zawodach Pucharu Świata zadebiutowała 2 grudnia 2005 w Lake Louise, gdzie nie ukończyła zjazdu. Pierwsze pucharowe punkty wywalczyła 19 grudnia 2006 w Val d’Isère, zajmując dziewiąte miejsce w tej samej konkurencji. Na podium zawodów PŚ po raz pierwszy stanęła 13 stycznia 2007 w Altenmarkt, zajmując drugie miejsce w zjeździe, a dwa lata później, 18 stycznia 2009 w tej samej miejscowości odniosła pierwsze zwycięstwo. Najlepsze wyniki osiągał w sezonie 2013/2014, kiedy zajęła jedenaste miejsce w klasyfikacji generalnej.
W 2007 r. wystąpiła na mistrzostwach świata w Åre, zajmując piąte miejsce w zjeździe i nie kończąc rywalizacji w superkombinacji. Zarówno podczas mistrzostw świata w Val d’Isère w 2009 r. jak i igrzysk olimpijskich w Vancouver w 2010 r. startowała tylko w zjeździe, jednak w obu przypadkach nie kończyła zawodów. Blisko podium znalazła się na mistrzostwach świata w Garmisch-Partenkirchen w 2011 roku, zajmując czwarte miejsce w superkombinacji, przegrywając walkę o medal ze Szwedką Anją Pärson. Bez medalu wróciła także z mistrzostw świata w Schladming w 2013 r., gdzie jej najlepszymi wynikami były dziesiąte miejsca w supergigancie i superkombinacji. Największy sukces w karierze osiągnęła podczas igrzysk olimpijskich w Soczi, gdzie wspólnie z Tiną Maze ze Słowenii triumfowała w zjeździe. Na tych samych igrzyskach była też piąta w superkombinacji, dziesiąta w gigancie, a rywalizacji w supergigancie nie ukończyła.
Jej młodsze rodzeństwo – brat Marc Gisin i siostra Michelle Gisin – również uprawiali narciarstwo alpejskie.

## Osiągnięcia

### Igrzyska olimpijskie
| Miejsce | Dzień     | Rok  | Miejscowość     | Konkurencja     | Czas biegu  | Strata  | Zwyciężczyni      |
| ------- | --------- | ---- | --------------- | --------------- | ----------- | ------- | ----------------- |
| DNF     | 17 lutego | 2010 | Whistler        | Zjazd           | 1:44,19 min | —       | Lindsey Vonn      |
| 5.      | 10 lutego | 2014 | Krasnaja Polana | Superkombinacja | 2:34,62 min | +1,50 s | Maria Höfl-Riesch |
| 1.      | 12 lutego | 2014 | Krasnaja Polana | Zjazd           | 1:41,57 min | —       | —                 |
| 10.     | 18 lutego | 2014 | Krasnaja Polana | Gigant          | 2:36,87 min | +2,71 s | Tina Maze         |

### Mistrzostwa świata
| Miejsce | Dzień     | Rok  | Miejscowość       | Konkurencja     | Czas biegu  | Strata  | Zwyciężczyni      |
| ------- | --------- | ---- | ----------------- | --------------- | ----------- | ------- | ----------------- |
| DNF     | 9 lutego  | 2007 | Åre               | Superkombinacja | 1:57,69 min | —       | Anja Pärson       |
| 5.      | 11 lutego | 2007 | Åre               | Zjazd           | 1:26,89 min | +0,99 s | Anja Pärson       |
| DNF     | 9 lutego  | 2009 | Val d’Isère       | Zjazd           | 1:30,31 min | —       | Lindsey Vonn      |
| DNF     | 8 lutego  | 2011 | Ga-Pa             | Supergigant     | 1:23,82 min | —       | Elisabeth Görgl   |
| 4.      | 11 lutego | 2011 | Ga-Pa             | Superkombinacja | 2:43,23 min | +0,67 s | Anna Fenninger    |
| 8.      | 13 lutego | 2011 | Ga-Pa             | Zjazd           | 1:47,24 min | +1,46 s | Elisabeth Görgl   |
| 10.     | 5 lutego  | 2013 | Schladming        | Supergigant     | 1:35,39 min | +1,18 s | Tina Maze         |
| 10.     | 8 lutego  | 2013 | Schladming        | Superkombinacja | 2:39,92 min | +3,68 s | Maria Höfl-Riesch |
| DNF     | 10 lutego | 2013 | Schladming        | Zjazd           | 1:50,00 min | —       | Marion Rolland    |
| DNF1    | 14 lutego | 2013 | Schladming        | Gigant          | 2:08,06 min | —       | Tessa Worley      |
| 19.     | 12 lutego | 2015 | Vail/Beaver Creek | Gigant          | 2:19,16 min | +3,72 s | Anna Fenninger    |

### Mistrzostwa świata juniorów
| Miejsce | Dzień     | Rok  | Miejscowość  | Konkurencja | Czas biegu  | Strata  | Zwyciężczyni       |
| ------- | --------- | ---- | ------------ | ----------- | ----------- | ------- | ------------------ |
| 4.      | 23 lutego | 2005 | Bardonecchia | Zjazd       | 1:28,84 min | +1,33 s | Nadia Fanchini     |
| 27.     | 24 lutego | 2005 | Bardonecchia | Supergigant | 1:26,81 min | +2,96 s | Andrea Fischbacher |
| DNF1    | 25 lutego | 2005 | Bardonecchia | Slalom      | 1:23,97 min | -       | Šárka Záhrobská    |
| 21.     | 26 lutego | 2005 | Bardonecchia | Gigant      | 2:21,34 min | +3,64 s | Nadia Fanchini     |

### Puchar Świata

#### Miejsca w klasyfikacji generalnej
- sezon 2006/2007: 34.
- sezon 2007/2008: 47.
- sezon 2008/2009: 21.
- sezon 2009/2010: 24.
- sezon 2010/2011: 17.
- sezon 2011/2012: 25.
- sezon 2012/2013: 15.
- sezon 2013/2014: 11.
- sezon 2014/2015: 16.

#### Zwycięstwa w zawodach
1. Altenmarkt-Zauchensee – 18 stycznia 2009 (zjazd)[2]
2. Cortina d'Ampezzo – 24 stycznia 2009 (zjazd)
3. Crans-Montana – 7 marca 2010 (supergigant)

#### Pozostałe miejsca na podium w zawodach
1. Altenmarkt-Zauchensee – 13 stycznia 2007 (zjazd) – 2. miejsce
2. Lake Louise – 4 grudnia 2010 (zjazd) – 3. miejsce
3. Zauchensee – 9 stycznia 2011 (supergigant) – 3. miejsce
4. Lake Louise – 2 grudnia 2011 (zjazd) – 3. miejsce

- W sumie (3 zwycięstwa, 1 drugie i 3 trzecie miejsca).